# ビラノーバ・デ・アロウサ

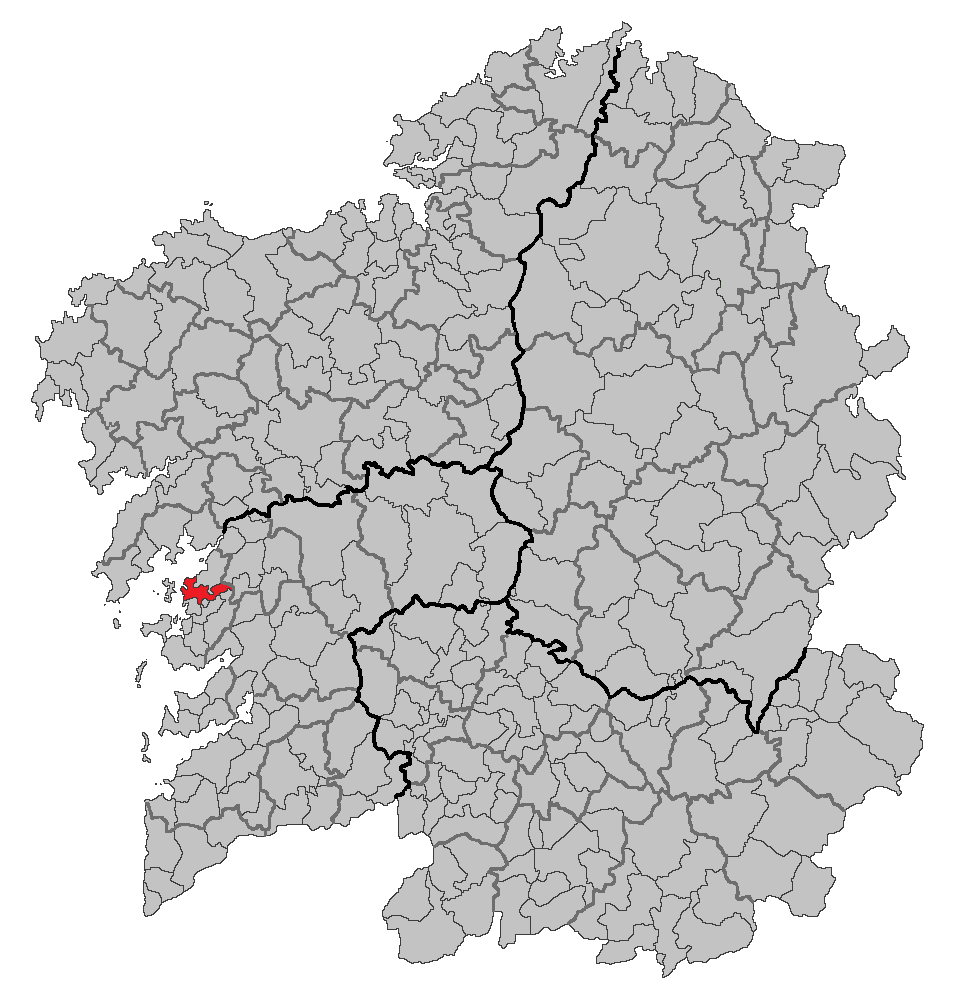
ガリシア州内の位置

ビラノーバ・デ・アロウサ（ガリシア語: Vilanova de Arousa）は、スペイン、ガリシア州、ポンテベドラ県の自治体。コマルカ・ド・サルネスに属する。ガリシア統計局によると、2013年の人口は10,502人（2010年：10,682人、2009年：10,719人、2007年：10,638人、2004年：10,421人）。住民呼称はvilanovés/-esa、またはarousán/-sá。カスティーリャ語表記はVillanueva de Arosa（ビジャヌエバ・デ・アローサ）。
ガリシア語話者の自治体住民に占める割合は97.88％（2001年）。

## 地理
ビラノーバ・デ・アロウサはポンテベドラ県の北西部に位置し、コマルカ・ド・サルネスに属する。北はビラガルシーア・デ・アロウサと、東はカルダス・デ・レイス、ポルタス、メイスと、南はリバドゥミア、カンバードスの各自治体と接しており、西はリア・デ・アロウサ（大西洋）に面している。沖にはア・イジャ・デ・アロウサ島があり、橋でつながっている。自治体中心地区はビラノバ・デ・アロウサ教区のビラノバ・デ・アロウサ地区。
ビラノーバ・デ・アロウサはビラガルシーア・デ・アロウサ司法管轄区に属す。

### 人口
住民は6の教区の63の地区（集落）に居住する。
| ビラノーバ・デ・アロウサの人口推移 1900－2010           |
|                                                         |
| 出典:INE（スペイン国立統計局）1900年 - 1991年、1996年 - |

## 政治
自治体首長はガリシア国民党（PPdeG）のゴンサーロ・ドゥラン・エルミーダ（Gonzalo Durán Hermida）、自治体評議員は、ガリシア国民党：12、 ガリシア社会党（PSdeG-PSOE）：3、ガリシア民族主義ブロック（BNG）：2となっている（（2011年5月22日の自治体選挙結果、得票順）。
| 1999年6月13日自治体選挙 |        |        |          |
| 政党                    | 得票数 | 得票率 | 獲得議席 |
| PPdeG                   | 3,576  | 55.37% | 10       |
| PSdeG-PSOE              | 1,122  | 17.37% | 3        |
| BNG                     | 668    | 10.34% | 2        |
| DEVIP                   | 566    | 8.76%  | 1        |
| AVI                     | 452    | 7.00%  | 1        |

| 2003年5月25日自治体選挙 |        |        |          |
| 政党                    | 得票数 | 得票率 | 獲得議席 |
| PPdeG                   | 4,233  | 61.89% | 11       |
| PSdeG-PSOE              | 1,634  | 23.89% | 4        |
| BNG                     | 883    | 12.91% | 2        |

| 2007年5月27日自治体選挙 |        |        |          |
| 政党                    | 得票数 | 得票率 | 獲得議席 |
| PPdeG                   | 4,200  | 62.46% | 11       |
| PSdeG-PSOE              | 1,306  | 19.42% | 3        |
| BNG                     | 1,130  | 16.81% | 3        |

| 2011年5月22日自治体選挙 |        |        |          |
| 政党                    | 得票数 | 得票率 | 獲得議席 |
| PPdeG                   | 4,261  | 67.79% | 12       |
| PSdeG-PSOE              | 1,214  | 19.31% | 3        |
| BNG                     | 695    | 11.60% | 2        |

## 史跡・名所
- バリェ＝インクラン（Valle-Inclán）の生家 - 16世紀建造、現在博物館となっている。

## 教区
ビラノーバ・デ・アロウサは6つの教区に分けられる。太字は自治体中心地区のある教区。
- アンドラス（サン・ロウレンソ）
- バイオン（サン・ショアン）
- カレイロ（サンタ・マリーア）
- デイロ（サン・ミゲル）
- トレモエード（サント・エステーボ）
- ビラノーバ・デ・アロウサ（サン・シブラン）

## 出身著名人
- ラモン・マリーア・デル・バリェ＝インクラン（1866 - 1936）- 作家。98年世代（Generación del 98）の作家のひとり。